# Ефект конденсатного диску

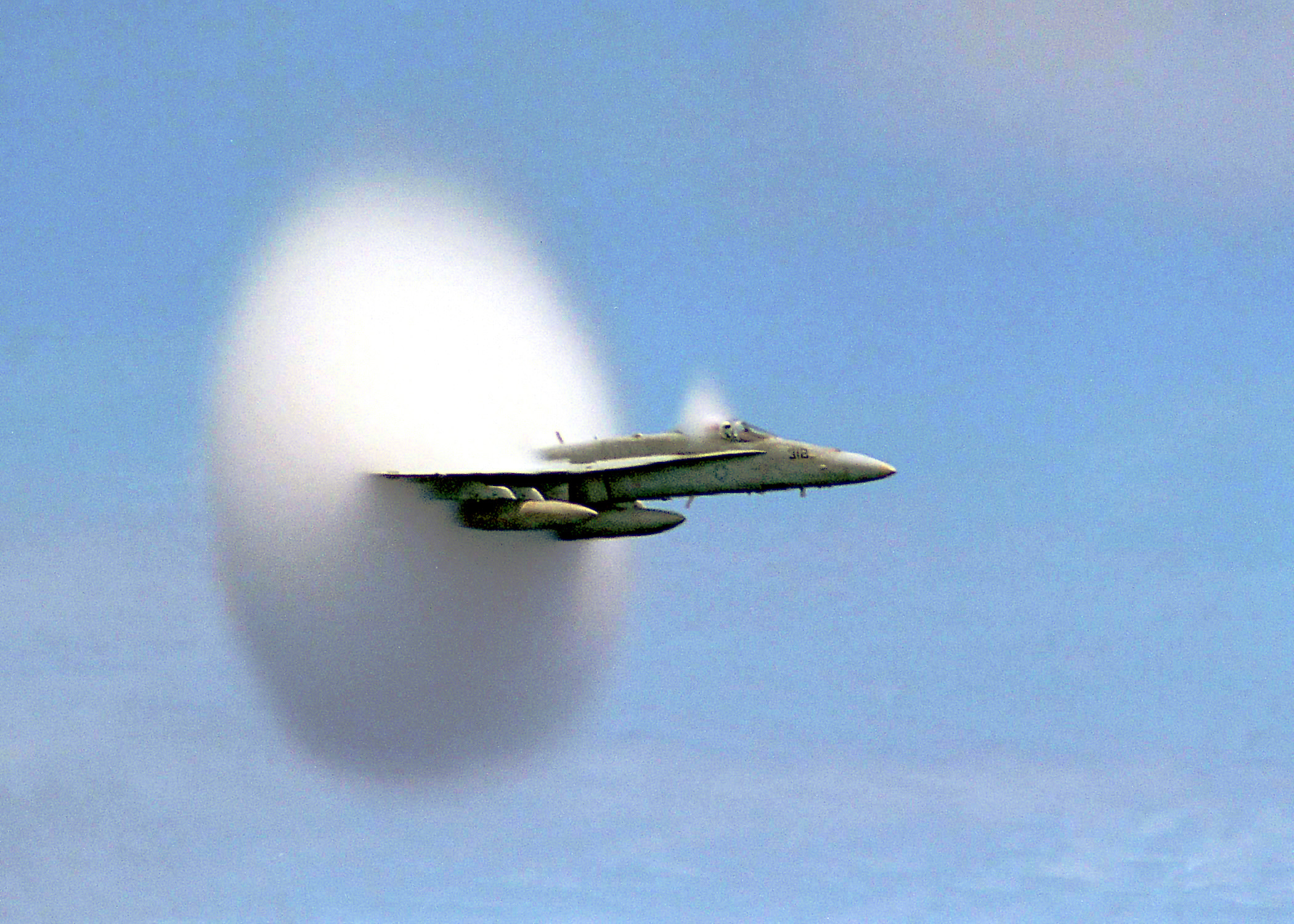
Один з проявів ефекту Прандтля — Глоерта, літак F/A-18

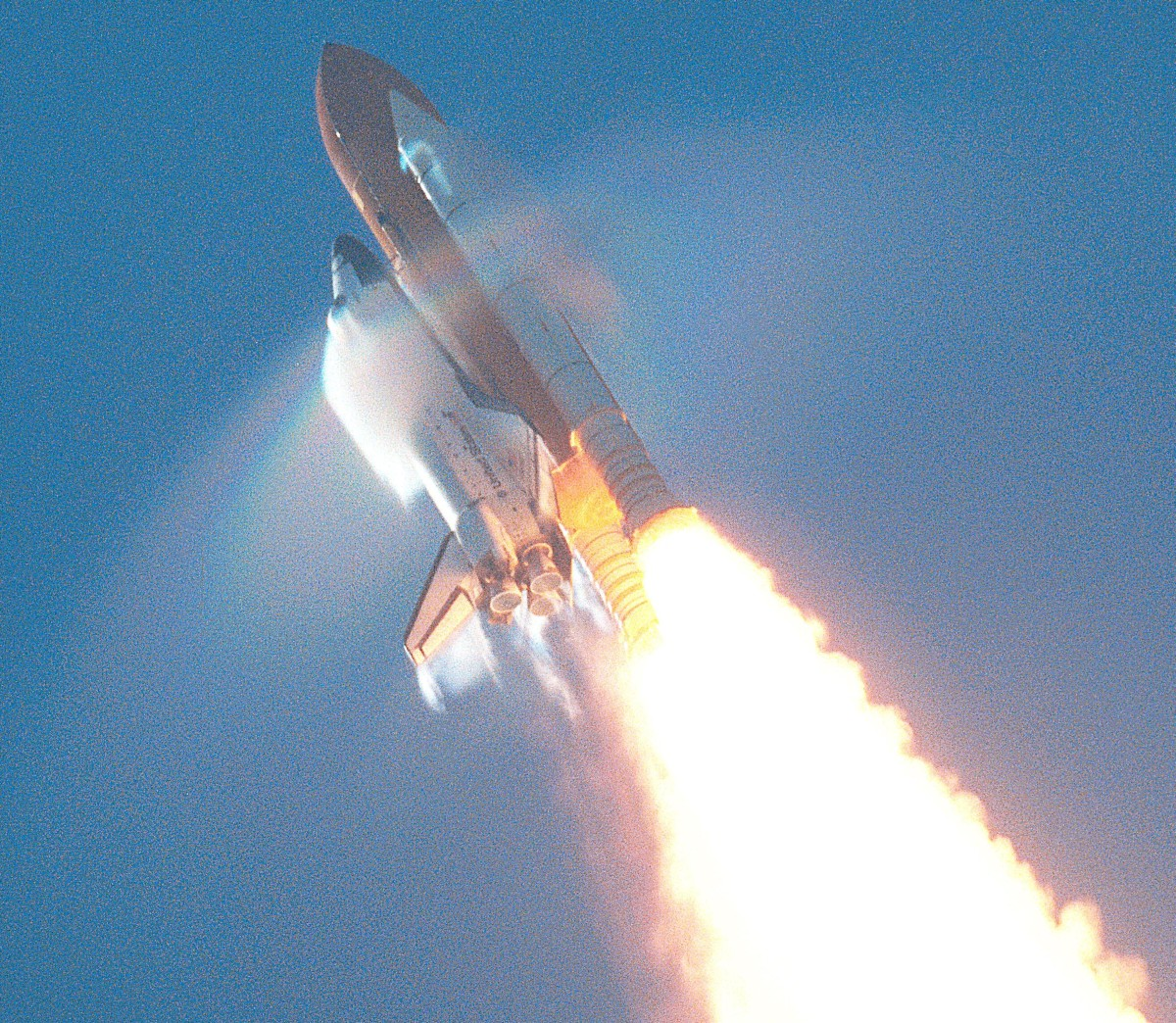
Ефект при старті шаттла Атлантіс

Ефект конденсатного диска (Ефект Прандтля — Глоерта) — явище, що полягає у виникненні хмари позаду об'єкта, який летить на високій швидкості в умовах підвищеної вологості повітря. Найчастіше спостерігається позаду літаків. При дуже високій вологості ефект виникає також при польотах на менших швидкостях.

## Пояснення
Причина його виникнення полягає в тому, що літак, який летить на високій швидкості, створює зону підвищеного тиску повітря попереду й зону зниженого тиску позаду. Після прольоту літака зона зниженого тиску починає заповнюватися навколишнім повітрям. При цьому внаслідок досить високої інерції повітряних мас спочатку вся ділянка низького тиску заповнюється повітрям з ділянок, прилеглих до неї. Цей процес локально є адіабатичним процесом, тобто, об'єм повітря збільшується, а його температура — знижується. Якщо вологість повітря досить велика, то температура може знизитися до такого значення, що виявиться нижчою від точки роси. Тоді водяна пара з повітря конденсується у вигляді дрібних крапельок, які утворюють невелику хмару.
У міру того, як тиск повітря нормалізується, його температура вирівнюється й знову стає вищою від точки роси, і хмара швидко розчиняється в повітрі. Зазвичай час її існування не перевищує секунди. Тому при польоті літака здається, що хмара рухається за ним — внаслідок того, що вона постійно утворюється відразу позаду літака, а потім зникає.
Існує поширена помилка, що виникнення такої хмари означає, що саме в цей момент літак долає «звуковий бар'єр». Насправді поява цього ефекту залежить від співвідношення між швидкістю літака, вологістю й температурою повітря. В умовах нормальної або дещо підвищеної вологості хмара утворюється лише на великій швидкості, близькій до швидкості звуку. Водночас при польотах на малій висоті й за дуже високої вологості (наприклад, над океаном) цей ефект можна спостерігати й за швидкості, значно меншої від швидкості звуку. Іноді це явище спостерігається позаду швидких автомобілів, наприклад, автомобілів Формули-1, у вологу погоду.
Ефект названо на честь німецького фізика Людвіга Прандтля та англійського фізика Германна Глоерта.